# Naoum Aronson
Pour les articles homonymes, voir Aronson.
 Naoum Aronson  (en russe : Наум Львович Аронсон), né le 25 décembre 1872 à Kreslau dans l'Empire russe, aujourd'hui Krāslava en Lettonie, et mort le 30 septembre 1943 à New York, est un sculpteur symboliste letton.

## Biographie
Naoum LvovitchAronson, né le 25 décembre 1872 à Kreslau, est né dans une famille de petits commerçants juifs.
Il étudie d'abord quelques mois à l'Académie des arts de Wilna (aujourd'hui Vilnius), fondée par le peintre Ivan Troutnev. Fuyant l'antisémitisme latent en Russie, il s'installe en 1891 à Paris où sont installés de nombreux étudiants russes dans le quartier du Montparnasse. Il continue alors ses études à l'École nationale supérieure des arts décoratifs et à l'Académie Calarossi. Parallèlement, il travaille dans l'atelier d'Hector Lemaire et d'Auguste Rodin. 
Après avoir effectué son service militaire en Russie, il revient dans la capitale en 1896. En 1897, il expose pour la première fois au Salon du Champs de Mars avec son haut relief « Au-delà ». Il commence alors à réaliser des bustes de personnalités célèbres telles que George Washington, Raspoutine, Tolstoï, Tourgueniev, Spartacus, Berlioz, Chopin, Beethoven, participant ainsi à de nombreuses expositions notamment en Russie. 
En 1901, il passe deux semaines en Russie chez Tolstoï, dans son domaine de Yasnaïa Poliana, pour réaliser son buste à taille réelle ainsi que deux grands médaillons de profil.
Surpris par la Première Guerre mondiale en Russie, il ne peut retourner en France qu'en 1917.
En 1923, il est chargé de réaliser un buste en marbre de Louis Pasteur pour l’Institut qui porte son nom. Pour cette œuvre, il ne cherche pas une représentation photographique mais plutôt à saisir son génie.
Pour l'Exposition universelle de 1937, il réalise un buste de Lénine (pavillon de l'URSS) et un élément décoratif du Grand Foyer du Théâtre national de Chaillot, la statue L'Été.
Pendant la Seconde Guerre mondiale, fuyant l'occupation de la France par l'Allemagne, Aronson se réfugie en 1940 au Portugal puis en mars 1941 aux États-Unis avec sa femme Hélène Komisarow. Il meurt deux ans plus tard à New York dans son studio de l'Upper West Side.

## Œuvres
Le Petit Palais, le musée du Luxembourg, le musée d'Art et d'Histoire du Judaïsme, le Musée de la Musique à Paris et le musée d’Art et d’Histoire de Genève possèdent des sculptures d'Aronson. Un certain nombre d'œuvres se trouvent également en Russie.
De même, une partie importante de ses œuvres se trouve au Musée d'art de Petah Tikva en Israël.

## Postérité
La Bibliothèque historique de la Ville de Paris conserve le fonds photographique Naoum et Luba Aranson (nièce de Naoum Aranson, femme de lettres) de près de mille tirages, complété d’archives personnelles, donné par Genya Markon, descendante du sculpteur, en 1998. 

## Distinction
- Officier de la Légion d'honneur en 1938[1].

## Galerie

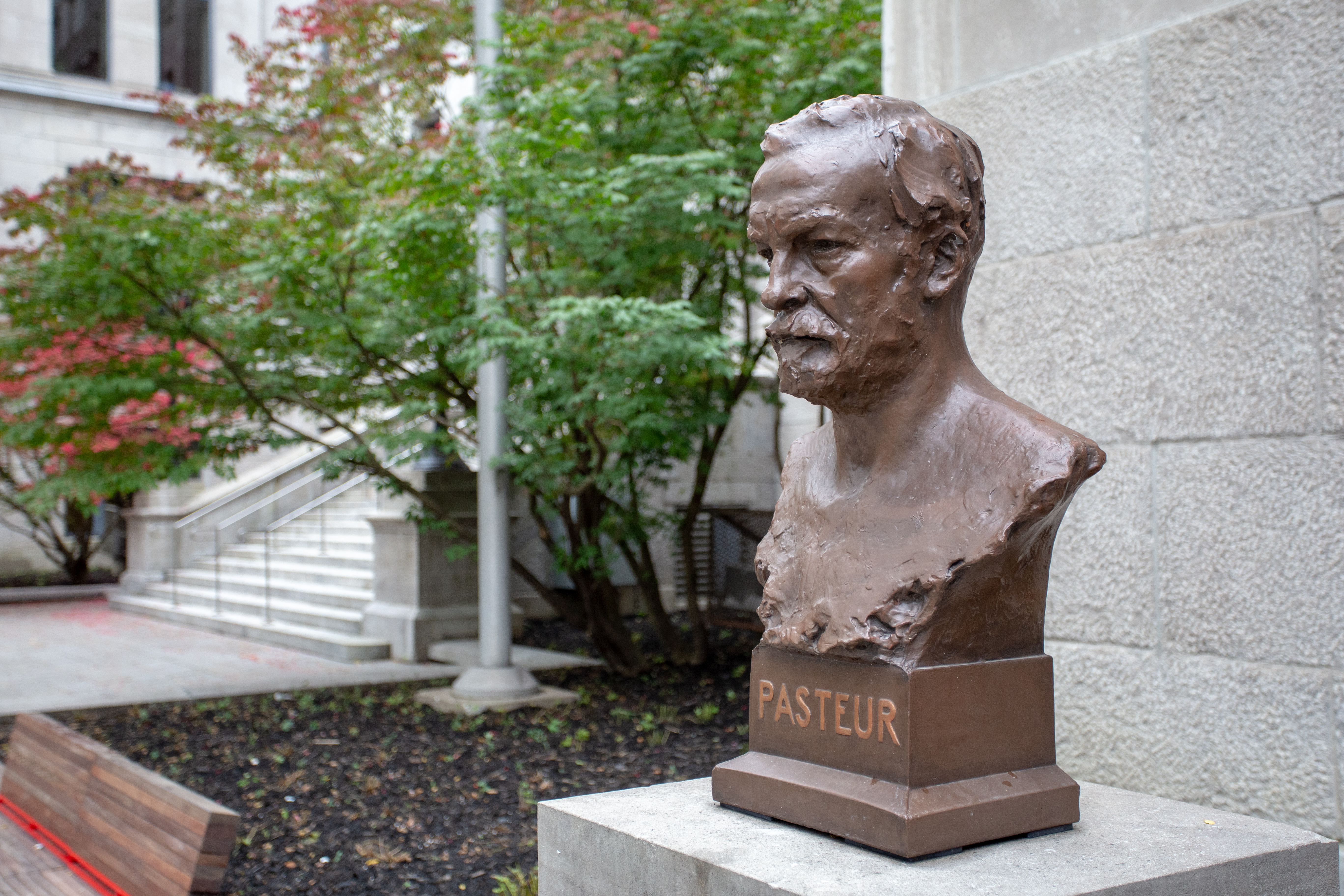
Buste de Louis Pasteur à Montréal (UQAM)
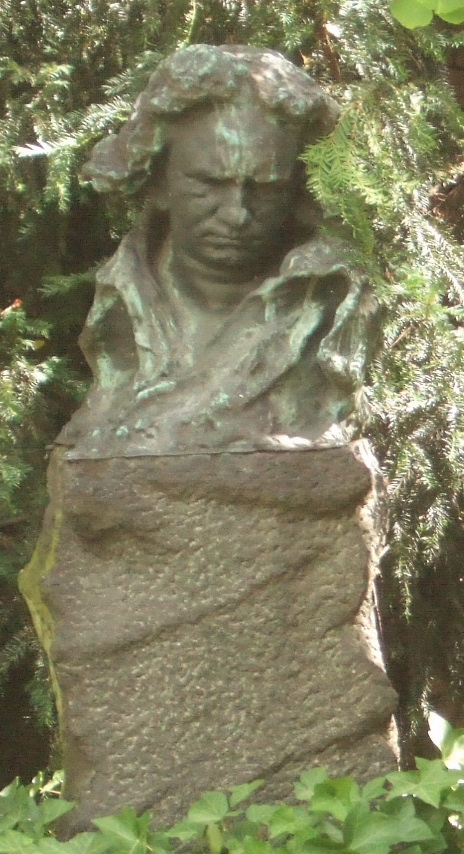
Buste de Beethoven  à Bonn (1905)
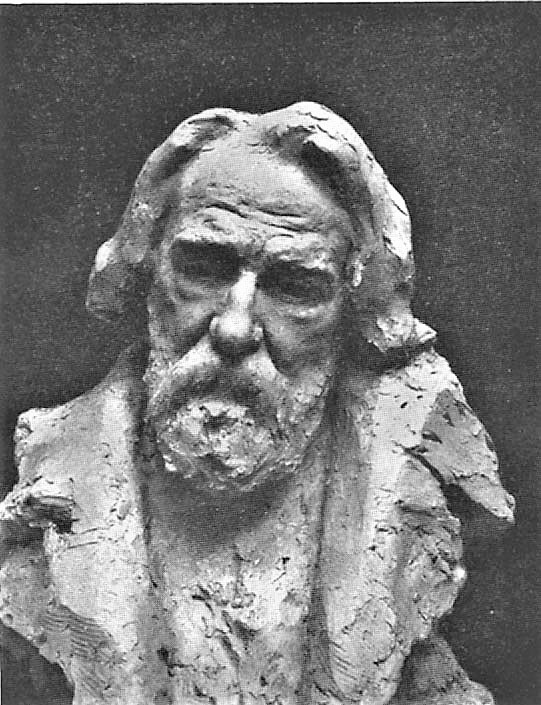
Buste d'Ivan Tourgueniev (v. 1906)
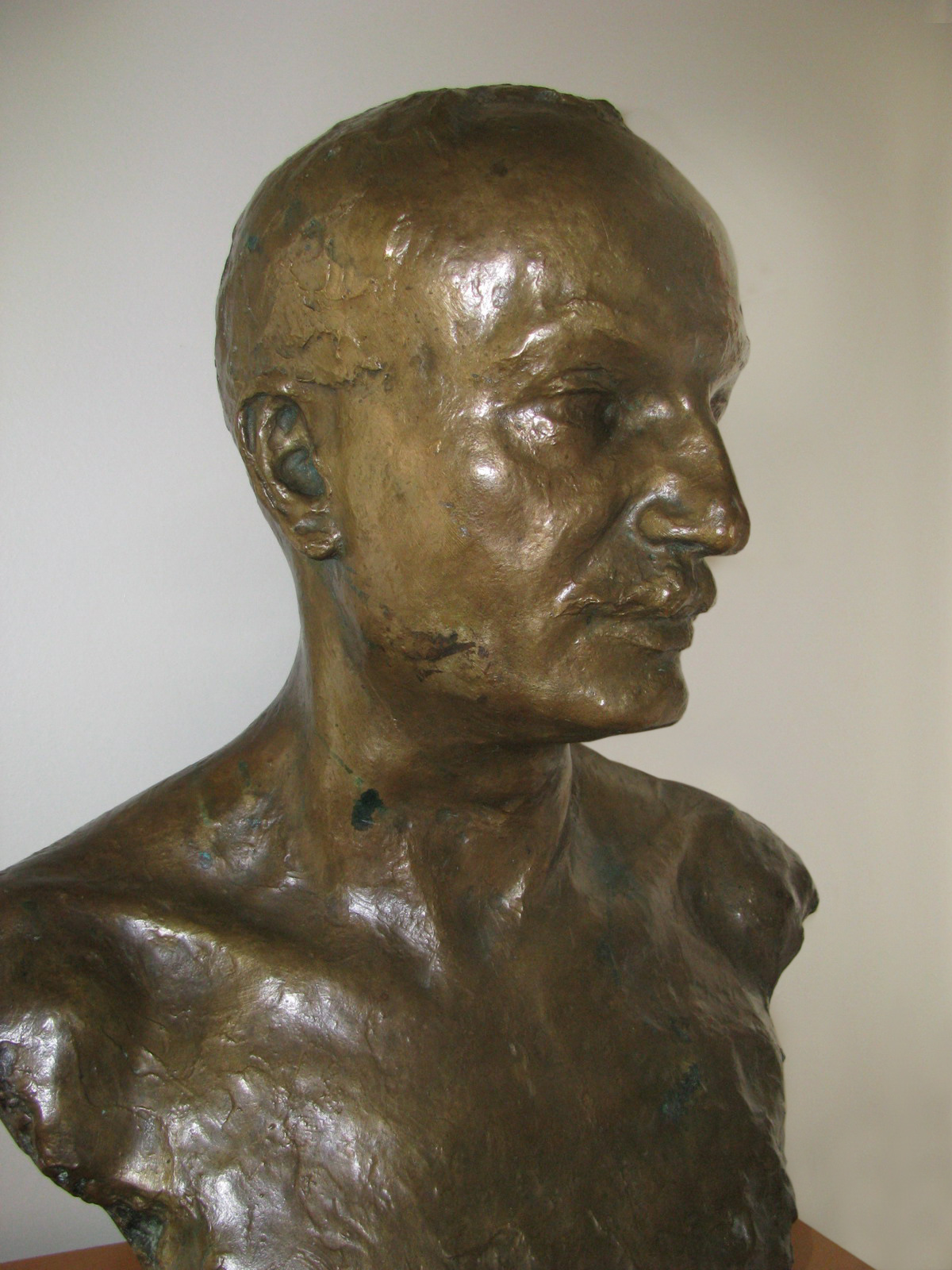
Ivan Panin (1916)